# Littérarité
La littérarité est ce qui est propre à la littérature.
Roman Jakobson introduit le concept de « littérarité » (literaturnost) dans une conférence de 1919, publiée en 1921 (NovejSaja russkaja poezija, Prague, 1921). Il le définit comme « ce qui fait d'une œuvre donnée une œuvre littéraire » dans la traduction française de Questions de Poétique (1973).
De nombreux théoriciens et poéticiens ont tenté d'approfondir ce concept en définissant quelles étaient les particularités du texte littéraire, sans parvenir à un résultat unanime. Néanmoins, deux grandes tendances sont perceptibles :
- D'une part, une approche formelle. La littérarité est alors à chercher au niveau du texte même, dans la densité des figures utilisées, dans le soin apporté à la rythmicité de la phrase, etc. Dès lors, elle se détache du fond, de l'objet sur lequel on écrit et réside entièrement dans la forme.
- D'autre part, une approche subjective dépendante de jugement de valeur variable selon les époques et les pays et qui se perçoit de façon proportionnelle au plaisir que provoque la lecture. Dès lors, la littérarité est un simple statut accordé aux œuvres.